# Okinawa (1951)
Okinawa (Originaltitel: Halls of Montezuma) ist ein US-amerikanischer Kriegsfilm, von Lewis Milestone 1951 inszeniert. Die Erstaufführung in Deutschland fand am 19. Juni 1952 statt. Im deutschen Fernsehen lief der Film unter dem Titel Die Hölle von Okinawa.

## Handlung
Während des Zweiten Weltkrieges bereitet sich ein Bataillon von Marines vor, auf der noch von den Japanern gehaltenen Insel Okinawa zu landen. Lieutenant Colonel Gilfillan warnt seine Leute. Die Mission ist gefährlich und sie brauchen Gefangene, um Informationen über die gegnerische Verteidigung zu erhalten. An Bord des Landungsschiffes spricht Lieutenant Anderson, ein Lehrer, mit seinem ehemaligen Schüler Corporal Conroy. Conroy fühlt sich krank und kampfunfähig. Anderson redet ihm gut zu. Im Landungsboot macht sich der Sanitäter Jones Sorgen um Anderson, der an psychosomatischen Kopfschmerzen leidet. Jones will Anderson dazu bewegen, sich in der Heimat behandeln zu lassen, doch Anderson will seine Männer nicht alleine lassen. Jones soll ihm Schmerzmittel geben.
Die Landung verläuft trotz anfänglichem Widerstand erfolgreich. Doch nach einigen Tagen sind die Männer von Andersons Gruppe durch die ständigen Angriffe japanischer Scharfschützen ermüdet. Der Angriff auf einen Höhenzug wird von den Japanern mit Raketenwerfern zurückgeschlagen. Dabei stirbt Coffman, was Anderson dazu veranlasst, mehr Schmerzmittel von Jones zu verlangen.
Im Hauptquartier berichtet Gilfillan von seinen Problemen, Gefangene zur Informationsgewinnung zu machen. Sergeant Johnson, ein Verhörspezialist, spricht mit einem japanischen Gefangenen, der Willie genannt wird. Gilfillan bekommt den Befehl, die japanischen Raketenstellungen innerhalb von neun Stunden vor dem nächsten Angriff der Amerikaner auszuschalten. Willie informiert Johnson, dass einige Japaner, die eine befestigte Höhle halten, bereit sind, sich zu ergeben. Anderson macht sich mit Johnson und dem Kriegsberichterstatter Dickerman auf den Weg. Die Patrouille wird angegriffen, der Sergeant Zelenko erblindet. Die Amerikaner können die Japaner gefangen nehmen, unter ihnen Captain Makino und einen kriegsneurotischen Zivilisten. Anderson findet eine Karte und führt seine Truppe über einen Fluss in den Dschungel. Als ein Scharfschütze auf den Soldaten Riley schießt, tötet dieser ihn im Nahkampf. Der labile Riley versucht, die Gefangenen zu erschießen. Riley wird versehentlich von Lane getötet. Auch Jones stirbt, kann aber vorher Dickerman eine Nachricht für Anderson geben.
Anderson und der Rest der Truppe erreichen mit ihren Gefangenen das Hauptquartier. Makino begeht Selbstmord durch Harakiri mit einem Messer, das er Johnson gestohlen hat. Der Kartenexperte Lieutenant Butterfield studiert die erbeutete Karte. Anderson und Johnson finden derweil heraus, dass der Japaner Nomura in Wahrheit ein hoher Offizier ist, Major Matsuoda. Johnson folgert aus den Verhören und der Karte, wo die Raketenstellungen der Japaner sind. Die Amerikaner geben Sperrfeuer. Dabei wird Conroy durch einen Scharfschützen getötet. Anderson ist nahe dran, aufzugeben, doch Dickerman liest Jones’ Nachricht laut vor. Darin wird Anderson aufgefordert, stark zu sein, um den Schwachen in der Truppe Mut zu machen. Anderson wirft seine Schmerzmittel weg und führt seine Männer in die Schlacht.

## Kritiken
„Um Realismus bemühte Rekonstruktion der Eroberung einer japanischen Insel durch US-Marinetruppen im Zweiten Weltkrieg April/Juni 1945. Aus den Massenszenen hebt der Film eine geschundene Soldatengruppe und ihren von Angst gepeinigten Offizier hervor. Lewis Milestone (Im Westen nichts Neues, 1930) versucht eine objektive Zeichnung auch des Gegners, meidet jedoch nicht konsequent jeden Anflug des Abenteuerlichen, wenn er Kampfesmut und Frontkameradschaft schildert. Trotz erschütternder Details daher eher ein spektakulärer Kriegs- als ein engagierter Antikriegsfilm.“

„Hart und schonungslos zeigt der Film ein realistisches Bild des erbarmungslosen Krieges im Pazifik.“

## Hintergrund
- Der englische Originaltitel Halls of Montezuma bezieht sich auf die erste Zeile der offiziellen Hymne des US Marine Corps.
- Der Film bedeutete für Richard Boone das Debüt in einem Kinofilm.
- Karl Malden, in Deutschland besonders als Detective Stone in der Fernsehkrimiserie Die Straßen von San Francisco bekannt, gewann 1952 einen Oscar, sein Kollege Jack Palance wurde 1992 mit dem Oscar und dem Golden Globe ausgezeichnet.
- Der Regisseur Lewis Milestone (Oscar-Gewinner 1929 und 1930) konnte im Stab auf namhafte Mitarbeiter zurückgreifen: Der Kameramann Hoch gewann drei Oscars (1949, 1950, 1953, dazu einen Spezial-Oscar 1940), der Filmeditor Reynolds gewann 2 Oscars (1966, 1974), der Art-Director Lyle R. Wheeler 5 (1940, 1947, 1954, 1957, 1960), der Set-Decorator Thomas Little sogar 6 (1942, zweimal 1943, 1944, 1945, 1947), der Kostüm-Designer Charles Le Maire 3 (1951, 1954, 1956) und der musikalische Direktor Lionel Newman einen (1970).
- Technischer und militärischer Berater des Films war Major George A. Gilliland vom US Marine Corps.
- Der Drehbuchautor Blankfort war von 1967 bis 1969 Präsident der Writers Guild of America.
- Der Komponist Sol Kaplan ist der Vater des Regisseurs Jonathan Kaplan.

## Historischer Hintergrund
Die Schlacht um Okinawa fand vom 1. April bis zum 30. Juni 1945 statt. Die Schlacht war der letzte Versuch der Japaner, den Vormarsch der US-Truppen nach Japan zu verhindern. Okinawa liegt ca. 250 Seemeilen von Japan entfernt und war damit für die amerikanischen Bomber ein idealer Stützpunkt um feindliche Städte anzugreifen. Die Kämpfe, bei denen die Amerikaner bis zu 600.000 Soldaten einsetzen, waren von Selbstmordattacken und Kamikaze-Angriffen gezeichnet. Die Verluste waren auf beiden Seiten immens. Die siegreichen Amerikaner verzeichneten über 12.000 Tote und über 36.000 Verwundete. Von den ca. 130.000 japanischen Soldaten kamen 66.000 ums Leben, 17.000 wurden verwundet, 7.500 gerieten in amerikanische Gefangenschaft.